# Liste der Monuments historiques in Soullans
Die Liste der Monuments historiques in Soullans führt die Monuments historiques in der französischen Gemeinde Soullans auf.

## Liste der Bauwerke
| Bezeichnung                                    | Beschreibung | Standort           | Kennzeichnung | Schutzstatus | Datum | Bild           |
| ---------------------------------------------- | ------------ | ------------------ | ------------- | ------------ | ----- | -------------- |
| Hosianna-Kreuz                                 |              | Friedhof (Lage)    | PA00110273    | Inscrit      | 1926  | weitere Bilder |
| Haus des Malers Charles Milcendeau (1872–1919) |              | Bois-Durand (Lage) | PA85000055    | Inscrit      | 2016  |                |
| Menhir Pierre-Levée                            |              | (Lage)             | PA00110274    | Classé       | 1926  |                |

## Liste der Objekte
- Monuments historiques (Objekte) in Soullans in der Base Palissy des französischen Kultusministeriums